# Tình mộng kỳ duyên
Tình mộng kỳ duyên (tiếng Trung: 游龍戲鳳, tiếng Anh: Look for a Star) là một bộ phim điện ảnh thuộc thể loại hài – lãng mạn – chính kịch công chiếu vào năm 2009 do Hồng Kông – Trung Quốc hợp tác sản xuất. Lấy cảm hứng từ cuộc hôn nhân của tỷ phú nổi tiếng Hà Hồng Sân với người vợ thứ tư của ông là nữ tỷ phú Lương An Kỳ, bộ phim do Lưu Vĩ Cường làm đạo diễn và đồng sản xuất, với sự tham gia diễn xuất của các diễn viên chính gồm Lưu Đức Hoa, Thư Kỳ, Trương Hàm Dư, Hà Vận Thi, Lâm Gia Hoa và Trương Hâm Nghệ.
Bộ phim chính thức công chiếu tại Trung Quốc từ ngày 26 tháng 1 năm 2009 và tại Hồng Kông từ ngày 12 tháng 3 cùng năm.

## Nội dung
Là một câu chuyện cổ tích lãng mạn trong thế giới hiện đại, câu chuyện kể về cuộc gặp gỡ định mệnh giữa Trình Trọng Sâm – một tỷ phú giàu có nhưng gặp nhiều bất hạnh trong hôn nhân, và Tiết Mễ Lan – một cô gái hành nghề phát bài kiêm vũ công tại một sòng bạc ở Ma Cao. Những thành công trong cuộc sống không giúp Trọng Sâm níu kéo những người phụ nữ anh yêu, và đó là nỗi đau khổ lớn nhất của anh. Trọng Sâm luôn tìm mọi cách để lấy lòng Mễ Lan, thậm chí là biểu diễn những trò ảo thuật trẻ con để tìm cách tặng nàng chuỗi hạt quý giá tượng trưng cho tình yêu chân thật và lãng mạn của mình. Hai người bắt đầu yêu nhau nhưng vô tình phải đối mặt với rất nhiều thử thách. Trọng Sâm đã mang Mễ Lan từ vị trí thấp bé của thế giới đỏ đen ồn ào lên một địa vị rực rỡ trong xã hội, giống như chuyện cô bé Lọ Lem của ngày nay. Nhưng chính bản tính hay nghi ngờ của Trọng Sâm một lần nữa ngăn anh chạm đến hạnh phúc, trong khi Mễ Lan yêu Trọng Sâm thật lòng thì Trọng Sâm lại cho rằng cô chỉ thích tiền của anh. Sóng gió giữa hai người vẫn chưa thể chấm dứt.
Cùng lúc đó, người trợ lý của Trọng Sâm là Quách tiểu thư luôn mong muốn có một trái tim đầy khát vọng yêu thương dù bề ngoài là một người có bản lĩnh tốt trong công việc. Sau khi bị bạn trai cũ bỏ rơi, trái tim cô càng trở nên đau nhói, nhưng may mắn thay, định mệnh đã đưa cô đến gặp Lâm Cửu – một nhân viên khách sạn từ Trung Quốc mới chuyển sang sinh sống tại đây. Trong khi đó, Mã Tiến Sinh, người thường được Trọng Sâm gọi là Thành ca, là một tài xế luôn phụ trách Trọng Sâm trên những chuyến đi. Giờ đây, ông đã già và ông cần tìm một người thay thế phù hợp cho vị trí của ông. Vô tình thay, ông đã gặp Hoắc Tương Như – một bà mẹ đơn thân với đứa con trong tay, ông đã hiểu được những trải lòng của cô và cả hai đã cùng đồng hành với nhau trên những chuyến đường dài.
Ba tình yêu, ba đôi tình nhân, ba bản chất khác nhau, ba hoàn cảnh khác nhau, nhưng đều có chung một đích đến, đó là tìm được nửa kia của cuộc đời mình. Điều này được thể hiện rõ qua việc cả ba cặp đôi ấy đều nhận lời mời tham gia một chương trình truyền hình về tình yêu. Tiếc thay, trong khi hai cặp đôi có mặt tại chương trình thì Mễ Lan không có mặt, mặc dù Trọng Sâm đã cố gọi cô nhiều lần liên tục, nhưng vẫn không thấy hồi âm từ cô. Quá buồn bã sau khi kết thúc chương trình, Trọng Sâm ra đi với vẻ mặt chán nản tuyệt vọng. Ai ngờ, ngay tại sảnh thượng đầy đèn sáng trên cao, Mễ Lan đã chờ sẵn tại đó, có lẽ cô đã rất cảm động trước sự cống hiến của anh dành cho mình. Cuối cùng thì cả hai đã ôm nhau hạnh phúc trọn đời.

## Diễn viên
- Lưu Đức Hoa trong vai Trình Trọng Sâm
- Thư Kỳ trong vai Tiết Mễ Lan
- Trương Hàm Dư trong vai Lâm Cửu
- Hà Vận Thi trong vai Quách tiểu thư
- Lâm Gia Hoa trong vai Mã Tiến Sinh
- Trương Hâm Nghệ trong vai Hoắc Tương Như

## Giải thưởng
| Giải thưởng                               | Giải thưởng                      | Giải thưởng     | Giải thưởng |
| Lễ trao giải                              | Hạng mục                         | Người nhận giải | Kết quả     |
| ----------------------------------------- | -------------------------------- | --------------- | ----------- |
| Giải thưởng điện ảnh Hồng Kông lần thứ 29 | Nữ diễn viên chính xuất sắc nhất | Thư Kỳ          | Đề cử       |
| Giải thưởng điện ảnh Hồng Kông lần thứ 29 | Nữ diễn viên phụ xuất sắc nhất   | Hà Vận Thi      | Đề cử       |